# Holey Dollar

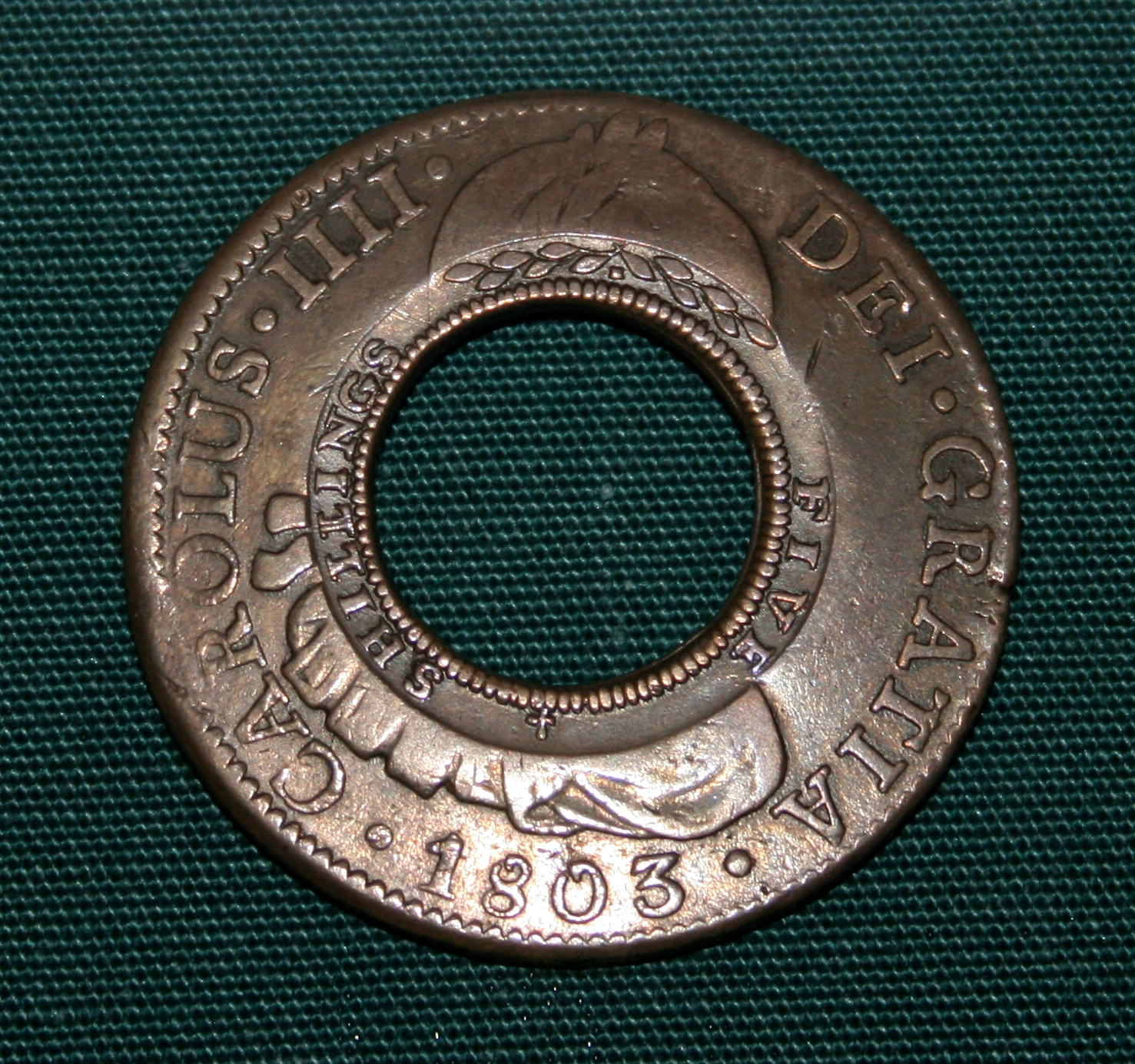
Holey Dollar, British Museum

Der Holey Dollar (holey: englisch für löchrig), auch Ring Dollar genannt, war die erste eigenständig geprägte Münze, die in der früheren britischen Strafkolonie New South Wales, einem der heutigen Bundesstaaten in Australien, im Jahr 1813 eingeführt wurde. Die Kolonie hatte seit ihrer Gründung 1788, wie viele andere auch, keine eigene Währung und britisches Münzgeld war knapp und der Spanische Real dominierte den Welthandel. Der Gouverneur Lachlan Macquarie löste mit der Einführung dieser Münze ökonomische und politische Probleme in der damaligen Zeit, weil sich Rum als Zahlungsmittel außerhalb kolonialer Regulierungen durch den Einfluss des Kolonial-Militärs, des New South Wales Corps, verselbstständigt hatte.

## Münzgeldknappheit
In der Kolonie, die 1788 nach dem Erreichen der First Fleet aufgebaut wurde, herrschte lange Zeit ein Mangel an britischem Münzgeld, der die wirtschaftlichen Aktivitäten behinderte. Spanische Silbermünzen, die spanischen Reales, waren weit verbreitet und der Kurs für eine spanische Silbermünze betrug in New South Wales fünf Shillings. Aber auch die spanischen Silbermünzen konnten die Knappheit der Zahlungsmittel nicht beseitigen, da sich der Handel entwickelte und Handelswaren vor allem über Schiffstransporte in die Kolonien kamen und die Silbermünzen außer Landes gingen, als die Schiffe den Hafen verließen.
Aufgrund dessen entwickelte sich ein Tauschhandel von Ware gegen Ware. Andere ausländische Gold-, Silber- und Kupfermünzen zirkulierten zwar auch mit festen Tauschraten, aber neben diesen und britischen Zahlungsmitteln existierte in den Vorläuferstaaten des heutigen Australiens Rum als Währung.

## Ökonomie und Politik
Ursprünglich hatte der Gouverneur Arthur Phillip den freien Handel mit Rum verboten und unter staatliche Kontrolle gestellt. Dieser kontrollierte Handel wurde von Francis Grose gelockert und so ergab es sich, dass Rum als inoffizielles Zahlungsmittel immer beliebter wurde. Die Offiziere des New South Wales Corps, auch Rum Corps genannt, nutzten ihre Position und ihren Reichtum, kauften den Rum auf, um ihn dann lohnend gegen Waren und andere Dinge des täglichen Gebrauchs zu tauschen. Aus diesem Gewinn erwarben sie große Ländereien. In den frühen Jahren der Kolonie herrschte ein Nahrungsmittelmangel und die Versorgung durch Schiffe war erforderlich. Im Jahr 1793, in einem Jahr in dem Nahrungsmittelmangel in New South Wales einsetzte, wurden Destillationsapparate importiert und die einsetzende Rumdestillation verschlimmerte in der Folge den Mangel an Getreide weiter. Denn durch den Anbau von Zuckerrohr für die Rumproduktion kam die Ausweitung von Anbauflächen von Nahrungsmitteln, vor allem für Weizen, offenkundig nicht in ausreichendem Ausmaß voran.
Von der britischen Regierung wurde William Bligh, der während der Meuterei auf der Bounty deren Kommandant war, beauftragt, diese und andere Missstände zu beseitigen. Bligh war 1808 während der Rum Rebellion – dem einzigen erfolgreich durchgeführten bewaffneten Aufstand gegen eine australische Regierung – vom New South Wales Corps festgesetzt worden und sollte nun den florierenden Rumhandel unterbinden und die dadurch irregulär erworbenen Ländereien enteignen. Doch erst Gouverneur Lachlan Macquarie, der nach Bligh im Auftrag der britischen Regierung nach New South Wales kam, kontrollierte den Rumhandel besser, weil er ihn effektiver lizenzierte. Aber auch er konnte den Bau des Hospitals in Sydney nur finanzieren, weil den Geldgebern im Gegenzug das Monopol auf die Einfuhr von Rum übertragen worden war. Der Vertrag erlaubte den Import von 45.000 (204.574 Liter) und später über 60.000 bzw. 65.000 Gallonen (295.496 Liter) Rum. Wegen dieser Übereinkunft wird das Gebäude des Hospitals in Sydney spöttisch Rum Hospital genannt.
Macquarie beantragte Münzgeld aus Großbritannien, aber die britische Regierung kam seinem Wunsch nicht nach und als das Handelsschiff Samarang am 26. November 1812 in Port Jackson mit 10.000 spanischen Silbermünzen an Bord anlegte, entschied er diese Münzen zu erwerben und als Zahlungsmittel einzusetzen.

## Holey Dollar und Dump
Lachlan Macquarie ließ aus den spanischen Münzen in der Mitte ein Stück ausstanzen, den so genannten Dump. Dadurch wurden zwei neue Münzen geschaffen, der ringförmige Holey Dollar mit einem Wert von fünf Shillings und der Dump mit einem Wert von einem Shilling und drei Pence, also einem Viertel eines Holey Dollars. Mit diesem Schachzug überwand Macquarie die Münzknappheit und die Anzahl der im Umlauf befindlichen Münzen wurde verdoppelt. Die Herstellung der Münzen delegierte Macquarie an den Sträfling William Hershell, einen verurteilten Falschmünzer in Großbritannien.
Macquarie steigerte die Einnahmen der Kolonialverwaltung durch die Münzenverdopplung um 25 % und erreichte damit, dass die Münzen zirkulierten und der Abfluss des Münzgeldes die inländische Wirtschaft nicht mehr behinderte. Darüber hinaus hatte er für den spanischen Silberdollar lediglich vier Shillings und neun Pence bezahlt. In den Holey Dollar und in den Dump ließ Macquarie den Schriftzug New South Wales 1813 einbringen. Im Jahr 1813 wurden diese Münzen in Umlauf gebracht.
Als Großbritannien die Kolonie mit Münzen versorgen konnte, wurden 1822 die ersten Holey Dollars und Dumps eingesammelt und in britische Münzen ausgetauscht. Am 30. September 1829 erklärte Gouverneur Thomas Brisbane, dass der Holey Dollar nicht mehr als Zahlungsmittel akzeptiert werde.

## Andere Prägungen
In zahlreichen britischen Kolonien in der Karibik wurden aus den spanischen Silbermünzen Dollars und Dumps produziert, die nicht Holey Dollar genannt wurden. Es waren die britischen Kolonien in Britisch-Guayana, Dominica, Grenada, St. Vincent, Tobago und Trinidad.
Es sind etwa 300 unterschiedliche Prägungen dieser Dollars bekannt.

## Holey Dollar heute

Logo der Macquarie Bank

Nach Schätzungen befinden sich 85 Exemplare des Holey Dollars von 1813 in Museen oder Sammlungen. Eine der Münzen wurde bei einer Auktion im Jahr 2007 für £ 61.462,50 ersteigert.
Die größte australische Investmentbank, die Macquarie Bank, führt in ihrem Logo den symbolisierten Holey Dollar.
1988 brachte Australien zur Erinnerung Holey-Dollar- und Dump-Silbermünzen in Zweiersets heraus. Die beiden Münzen sind passgenau gearbeitet, sodass die beiden Münzen wieder zusammengesetzt werden können. Die 1988er Ausgabe zeigt eine Regenbogenschlange und auf der Rückseite die britische Königin Elisabeth II. In den Jahren 1989 und 1990 wurden zwei weitere Münzausgaben mit anderen Motiven herausgebracht.
Der australische Rum-Hersteller Ministry of Rum (Rum-Ministerium) hat auf seinen Rumflaschen ein Logo in der Form des Holey Dollars aufgebracht.